# 姜冉馨
姜冉馨（2000年5月2日—）是中华人民共和国上海市的一名女子射击运动员，2021年东京奥运会的金牌和铜牌得主。

## 简介
姜冉馨幼年在体育老师和妈妈推荐下开始接触射击，启蒙教练是侯武彬。2014年，被正式推荐加入上海二线队，再经过两年多刻苦训练，正式转为一线队员，师从上海射击队女子手枪组主教练王莹。2016年，正式进入国家集训队。
2021年7月，她在2020年夏季奥林匹克运动会女子10米气手枪决赛中以218.0环獲得铜牌，也是上海选手在此次奧運會的首枚奖牌。2021年7月27日，她与搭档庞伟经过资格赛第二阶段，以头名身份晋级金牌争夺战与俄罗斯争夺金牌，并最终夺得混合团体10米气手枪金牌。
2022年5月3日被授予中国青年五四奖章。